# François Devienne
François Devienne, född 31 januari 1759 i Joinville, död 5 september 1803 i Charenton, var en fransk, fagottist, flöjtist och kompositör i Paris.

## Biografi
François Devienne föddes 1759 i Joinville. Han var en virtuos på flöjt och fagott. Devienne arbetade som professor i flöjtspelning vid pariskonservatoriet i Paris. Han avled 1803 på ett dårhus i Charenton. Devienne har komponerat komiska operor, bland annat Nunnorna. Han har även komponerat, symfonier, konserter, 35 kvartetter för flöjt, violin, alt och cello. Devienne har även gett ut en flöjtskola.